# Moosenkopf (Lenggries)
Der Moosenkopf ist ein wenig dominanter bewaldeter Gipfel im Almgebiet der Moosenalm. Er bildet in etwa die nördliche Verlängerung des Nordwestgrates des Schafreuters mit dem Kälbereck, bevor dieser steiler ins Rißtal fällt. Der einfachste weglose Zugang erfolgt vom Steig zur Moosenalm aus.